# Cyrtodactylus wetariensis
Cyrtodactylus wetariensis es una especie de gecos de la familia Gekkonidae.

## Distribución geográfica
Es endémica de Wetar (Indonesia).